# Судебная практика
Суде́бная пра́ктика — руководящие разъяснения Пленума Верховного Суда Российской Федерации, обеспечивающие правильное и единообразное применение законов судами Российской Федерации, а также множественность судебных актов, образуемых в процессе деятельности судебных органов Российской Федерации по гражданским, административным, уголовным делам с конкретным применением норм права, регулирующих схожие отношения.
Судебная практика фактически является вспомогательным источником права, восполняя пробелы  в действующем законодательстве Российской Федерации и определяет единые подходы к толкованию и применению судами норм права.

### История
В первых государствах — Месопотамия, Древний Египет, Древняя Индия и других, — на основе судебной практики были написаны первые сборники законов. Основой для формулирования правовых норм являлись казусы (лат. сasus «случай»). Проведение анализа произошедшего случая приводило к выведению из казусов общих правил надлежащего поведения. Прецедентами были решения по конкретным спорам преторов и магистратов. Такие прецеденты не могли охватить все варианты спорных взаимоотношений. Поэтому данная задача возлагалась на суд, который по мере рассмотрения различных споров был вынужден формировать правила, на основе которых разрешались дела. Благодаря судебной практике в древних государствах были созданы нормы, а также ряд институтов права.